# 甘南備神前
甘南備 神前（かんなび の かんざき）は、奈良時代の皇族・貴族。初名は神前王、臣籍降下後の氏姓は甘南備真人。官位は従五位下・刑部大輔。

## 経歴
聖武朝の天平9年（737年）9月の藤原四兄弟没後の新体制構築に伴う叙位にて无位から従五位下に直叙され、12月に治部大輔に任ぜられる。天平12年（740年）甘南備真人姓を与えられて臣籍降下すると同時に摂津亮として地方官に転じ、翌天平13年（741年）近江守に遷った。天平18年（746年）刑部大輔として京官に復している。
孝謙朝の天平勝宝2年（750年）3月の治部省牒に従五位下・治部大輔として「甘南備真人」の名前が見えるが、同一人物とも見られている。

## 官歴
注記のないものは『続日本紀』による。
- 天平9年（737年） 9月28日：従五位下（直叙）。12月23日：治部大輔
- 天平12年（740年） 9月5日：臣籍降下（甘南備真人）、摂津亮
- 天平13年（741年） 12月23日：近江守
- 天平18年（746年） 4月4日：刑部大輔
- 天平勝宝2年（750年）3月：見治部大輔？[2]